# Adrian Falub
Adrian Falub (* 8. Juli 1971 in Dej, Kreis Cluj) ist ein ehemaliger rumänischer Fußballspieler und derzeitiger -trainer. Er bestritt insgesamt 433 Spiele in der rumänischen Liga 1, der schweizerischen Nationalliga A und der zyprischen First Division.

## Spielerkarriere
Adrian Falub begann seine Spielerkarriere im Alter von 17 Jahren bei Unirea Dej in der vierten rumänischen Liga. Nach einem Jahr wechselte er zum Erstligisten Universitatea Cluj, wo er bis 1996 spielte. Am 19. März 1989 debütierte er in der ersten rumänischen Liga beim Spiel gegen den SC Bacău. In der Saison 1996/1997 spielte er dann in der Schweiz beim FC Basel, kehrte aber nach einem Jahr wieder zu Cluj zurück. Nach einem weiteren Jahr wechselte Falub zum Ligakonkurrenten Gloria Bistrița, wo er aber ebenfalls nur eine Saison lang spielte. 1999 ging der Abwehrspieler zu einem der zu dieser Zeit renommiertesten rumänischen Vereine, dem FC Național Bukarest. Mit diesem Verein erlangte Falub im Jahr 2002 die rumänische Vizemeisterschaft. Nach diesem Teilerfolg wechselte der Rumäne nach Zypern zu Digenis Akritas Morphou, wo er 2006 seine spielerische Karriere beendete.

## Trainerkarriere
Ein Grund für das Ende seiner aktiven Laufbahn war das Angebot von seinem langjährigen Verein Universitatea Cluj, dort als Trainer angestellt zu werden. Falub nahm das Angebot am 30. Juni 2006 an und führte den Verein am Ende der Saison 2006/07 zurück in die Liga 1. Dort angekommen hatte er jedoch einen sehr schweren Stand mit seiner Mannschaft und wurde am 10. Oktober 2007 nach zehn sieglosen Spielen entlassen. Falub ging zurück in die Liga II und trainierte dort vom 7. Januar 2008 bis zum 17. März 2009 als Nachfolger von Marian Mihail die Mannschaft von Sportul Studențesc. Am 7. April 2009 übernahm er den durch die Entlassung von Aurel Șunda am Vortag vakant gewordenen Posten bei Unirea Alba Iulia und führte das Team am Ende als Tabellenführer in die erste Liga. Nach dem 20. Spieltag der Saison 2009/10 musste er in Alba Iulia seinen Hut nehmen. Kurze Zeit später verpflichtete ihn der FCM Târgu Mureș in der Liga II, den er mit sieben Siegen in Folge zum Aufstieg führte. Anschließend wurde er bereits nach dem fünften Spieltag der Saison 2010/11 entlassen und durch Ioan Sabău ersetzt. Im Oktober 2010 übernahm er das Training beim Zweitligisten ACSMU Politehnica Iași, bei dem kurz zuvor Ionuț Popa entlassen worden war. Am Saisonende trennten sich die Wege wieder.
Im April 2012 wurde er Cheftrainer in der Liga II bei UTA Arad, das er bis Ende Juli 2013 betreute. In dieser Zeit verpasste er zweimal den Aufstieg in die Liga 1. Er wurde von Eugen Trică abgelöst, dem er im Februar 2014 selbst wieder nachfolgte. Schon im März 2014 löste er seinen Vertrag auf, um Aufstiegskandidat ASA Târgu Mureș zu übernehmen, mit dem er den Sprung ins Oberhaus schaffte. Ende September 2014 wurde er in Târgu Mureș entlassen und durch Cristian Pustai ersetzt. Anfang März 2015 übernahm Falub seinen ehemaligen Klub Universitatea Cluj, um ihn vor dem Abstieg 2015 zu bewahren. Dies misslang und im Sommer 2015 trennten sich die Wege wieder. Im November 2015 wurde er als Nachfolger von Cornel Țălnar Cheftrainer von CS Concordia Chiajna. Im Sommer 2016 verließ er den Klub wieder.

## Erfolge

### Als Spieler
- Rumänischer Vizemeister: 2002
- Aufstieg in die Liga 1: 1992

### Als Trainer
- Aufstieg in die Liga 1: 2007, 2009, 2010, 2014